# 橋本達也 (考古学者)
橋本 達也（はしもと たつや、1969年 - ）は日本の考古学者。鹿児島大学総合研究博物館教授。日本考古学協会員。主な専門分野は古墳時代の武具・武器といった鉄器類、また九州地方南部の古墳文化など。大阪府出身。

## 概要
1969年（昭和44年）、大阪府堺市美原区大保生まれ。大保地区は近くに黒姫山古墳があり、子供の頃から黒姫山古墳内を探検していた。青山学院大学や早稲田大学大学院で考古学を専攻後、徳島大学総合科学部助手を経て現在鹿児島大学総合研究博物館に勤務。
古墳時代中期の主要な古墳副葬品である板甲（一般には短甲）や小札甲（一般には挂甲）、衝角付冑・眉庇付冑の形態や構造に関する研究のほか、鉄製武具の大和王権から地方勢力への配布システムの分析により、当時の政治・軍事・社会構造を解明する研究を行い多くの論文がある。また橋本は、現在、古墳時代の古墳から出土する2種類の甲（鎧）が「短甲・挂甲」と呼ばれていることについて、本来「挂甲・短甲」という名称が奈良・平安時代の甲を示す言葉であり、またそれらが古墳時代の甲とは構造・形態面で大きく異なっているため用語の使い方として不適切であることを指摘し、古墳時代の甲については短甲と呼ばれていたものを「板甲」、挂甲と呼ばれていたものを「札甲（小札甲）」と改めるべきではないかと問題提起している。
このほか鹿児島県や宮崎県・熊本県南部で古墳文化の南限域にあたる南九州地方の古墳や地下式墓制（地下式横穴墓・板石積石棺墓など）に関する調査と論文を発表している。鹿児島県南さつま市の奥山古墳、曽於郡大崎町の神領古墳群（10号墳）、宮崎県えびの市の島内地下式横穴墓群（第139号墓）などの、南九州地域の古墳や遺跡の発掘調査を行って、その副葬品の性格などから当地域の住民が大和王権を含む他の地域と積極的な交流を行っていたことを示す調査成果を発表、かつて大和王権と対峙し古墳文化を受け入れてこなかった被征服民の地（熊襲・隼人の地）として描かれてきた南九州の歴史像を再考すべきとする見解を述べている。

### 経歴
1992年（平成4年）3月、青山学院大学文学部史学科卒業。1992年（平成4年）4月、大阪大学研究生（翌3月まで）。1993年（平成5年）4月、早稲田大学大学院修士課程入学。1995年（平成7年）4月、徳島大学助手就任。1996年（平成8年）3月、早稲田大学大学院修士課程修了。
2001年（平成13年）4月、鹿児島大学総合研究博物館助教授就任。2017年（平成29年）4月、教授就任。

## 研究分野・対象
- 考古学
- 古墳時代甲冑等の鉄製武器・武具
- 古墳
- 博物館学
- 南九州の地下式墓制（地下式横穴墓・板石積石棺墓等）

## 主な論文・著作等
- 橋本, 達也、藤井, 大祐『古墳以外の墓制による古墳時代墓制の研究』鹿児島大学総合研究博物館、2007年3月。 NCID BA81981477。
- 橋本, 達也「古墳時代甲冑の形式名称-「短甲」・「挂甲」について-」『考古学ジャーナル』第581巻、ニュー・サイエンス社、2009年1月30日、27-30頁、ISSN 04541634、NAID 40016610201、NCID AN00081950。
- 橋本, 達也、藤井, 大祐、甲斐, 康大『鹿児島大学総合研究博物館研究報告 no.4 薩摩加世田奥山古墳の研究』鹿児島大学総合研究博物館、2009年3月。 NCID BA89996070。
- 橋本 達也、鈴木 一有『古墳時代甲冑集成』橋本 達也、2014年3月（原著2014年3月）。 NCID BB18839400。
- 橋本, 達也、三好, 裕太郎『九州南部における古墳時代鉄器の基礎的研究』鹿児島市郡元1-21-30鹿児島大学総合研究博物館、2014年8月29日（原著2014年8月29日）。
- 橋本, 達也、河野, 一隆、阪口, 英毅、鈴木, 一有、塚本, 敏夫、古谷, 毅『X線CT×島内139号地下式横穴墓』〈科研費成果公開研究会〉2017年9月9日（原著2017年9月9日）。doi:10.24484/sitereports.21442。
- 橋本, 達也『黒姫山古墳-巨大古墳の時代を解く鍵-』新泉社、2020年11月1日。ISBN 9784787720375。

## 外部情報
- 鹿児島大学研究者総覧
- 国立研究開発法人科学技術振興機構ResearchMap
- 巨大古墳の時代を解く鍵 黒姫山古墳-新泉社